# Daniel Tosh

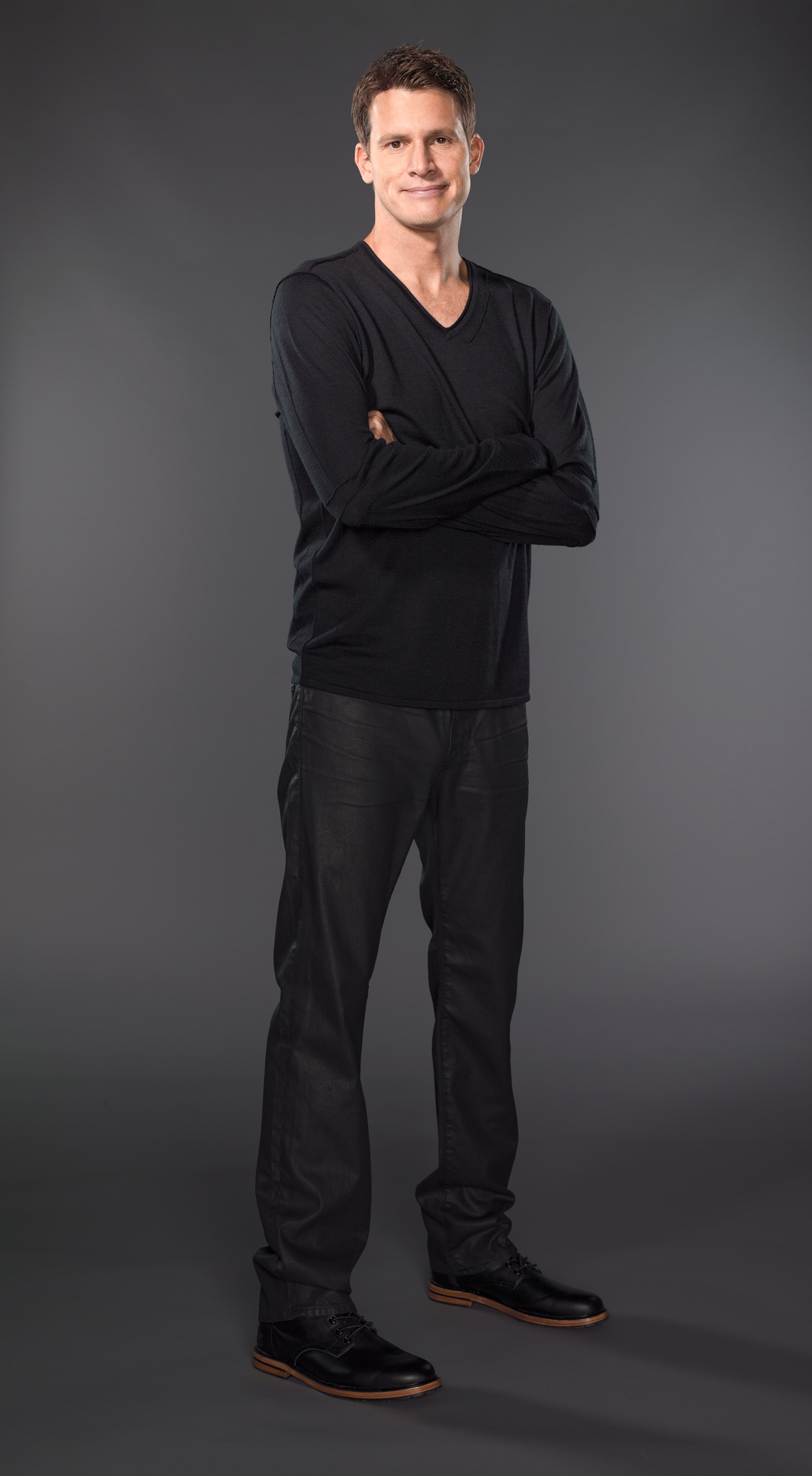
Daniel Tosh (2013)

Daniel Dwight Tosh (* 29. Mai 1975 in Boppard, Bundesrepublik Deutschland) ist ein US-amerikanischer Stand-up Comedian und Fernsehmoderator. Auf Comedy Central hat er eine eigene Sendung, Tosh.0, in der er Video-Clips zeigt.

## Leben und Karriere
Daniel Tosh wurde in Rheinland-Pfalz geboren und wuchs mit seinem Bruder und seinen zwei Schwestern in Titusville im US-Bundesstaat Florida auf. Nach seinem Abschluss an der Astronaut High School 1993 begann Tosh an der University of Central Florida ein Marketing-Studium, das er im Dezember 1996 abschloss. 1998 hatte er einen Auftritt bei Juste pour rire in Montreal, der 2000 im Fernsehen gezeigt wurde. Sein Durchbruch war sein Auftritt 2001 in der Late Show with David Letterman.
Im Juli 2012 wurde Tosh vom Blog Cookies for Breakfast beschuldigt, während seiner Show in der Laugh Factory eine Zuschauerin erniedrigt zu haben. Als die ungenannte Zuschauerin seine Witze über Vergewaltigung mit einem kritischen Zwischenruf unterbrach (rape jokes are never funny), konterte Tosh, es wäre doch wohl witzig, wenn eben jene Zuschauerin gerade von fünf Männern vergewaltigt würde (Wouldn’t it be funny if that girl got raped by, like, five guys right now?). Später entschuldigte sich Tosh via Twitter. Der Vorfall schlug große Wellen in der Presse und im Internet. Patricia Lockwood antwortete im Online-Magazin The Awl mit einem Langgedicht Rape Joke und machte die Sache für Tosh noch schlimmer, als sie in den Raum stellte, dass eine Vergewaltigte, zum Beispiel sie, sehr wohl erwägen könnte, über die Vergewaltigung in Form eines Witzes zu sprechen.

## Filmografie (Auswahl)
- 2008: Der Love Guru
- seit 2009: Tosh.0 (Comedysendung)
- seit 2012: Brickleberry (Animationsserie)

## Diskografie
- True Stories I Made Up (Compact Disc, 2005, US: Gold (Videoalbum))[10]
- Daniel Tosh: Completely Serious (DVD, 2007, US: Gold (Videoalbum))
- Happy Thoughts (CD/DVD, März 2011, US: Gold (Videoalbum))